# Phyllaphis fagi
Phyllaphis fagi är en insektsart som först beskrevs av Carl von Linné 1767. Enligt Catalogue of Life ingår Phyllaphis fagi i släktet Phyllaphis och familjen långrörsbladlöss, men enligt Dyntaxa är tillhörigheten istället släktet Phyllaphis och familjen borstbladlöss. Arten är reproducerande i Sverige. Inga underarter finns listade i Catalogue of Life.

## Bildgalleri

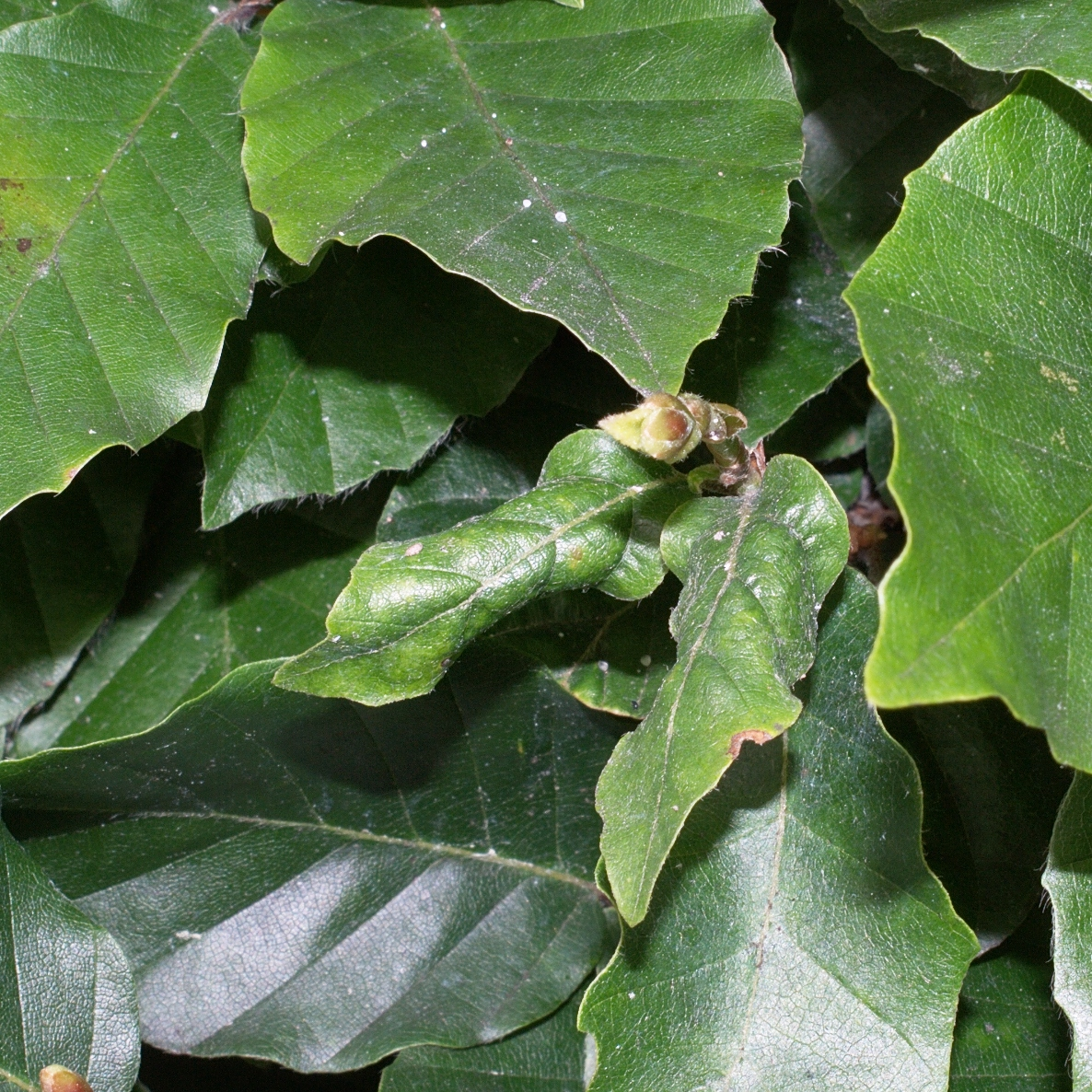
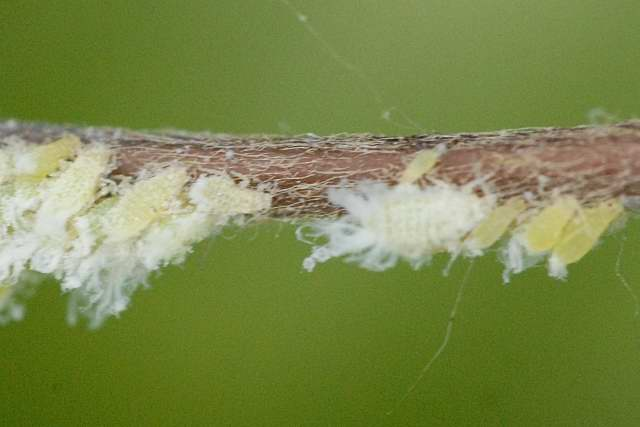
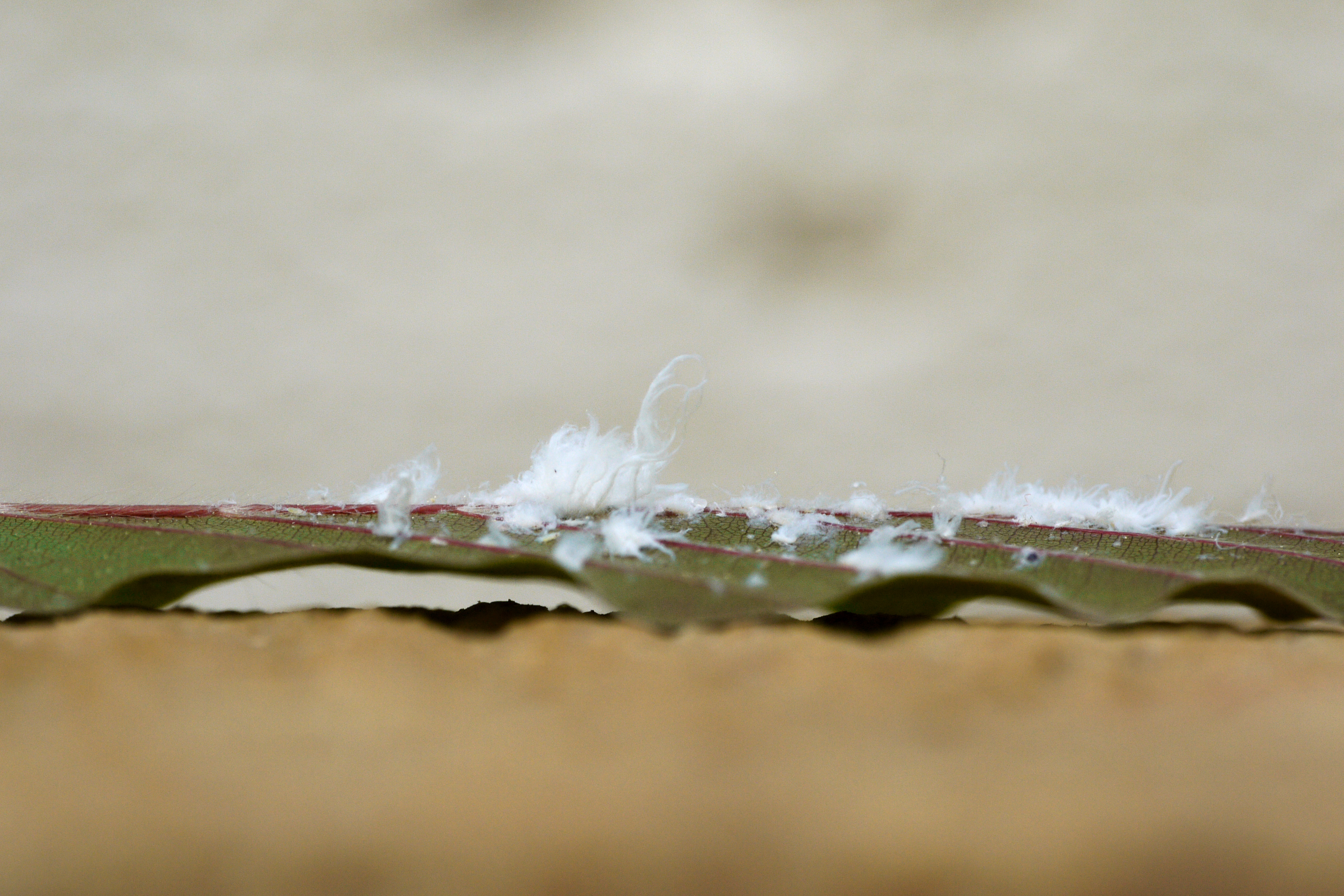
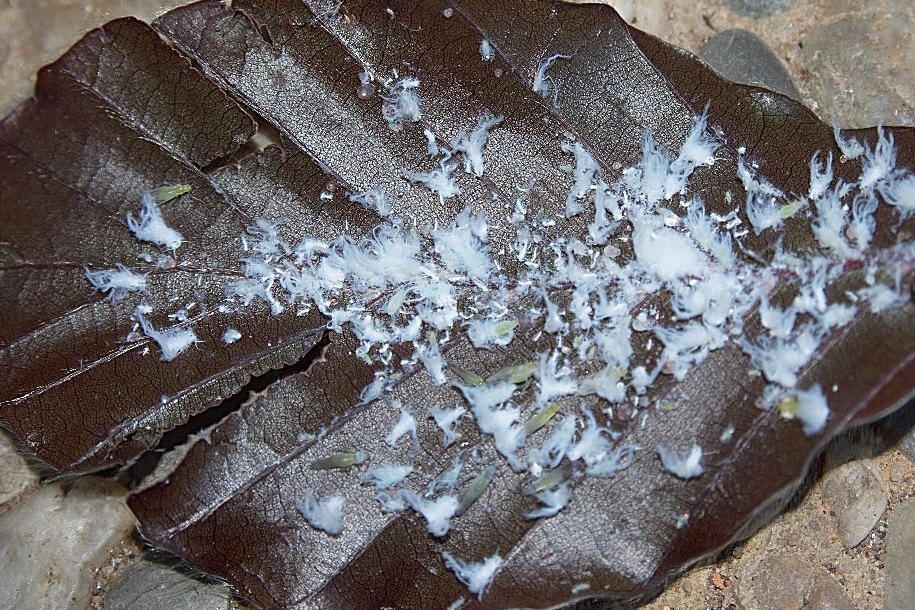
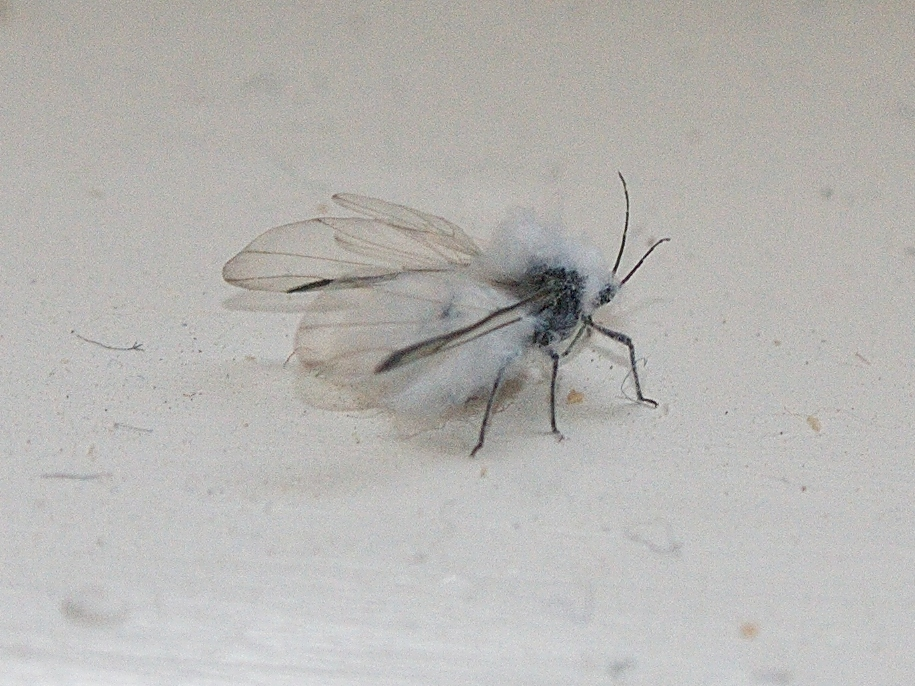
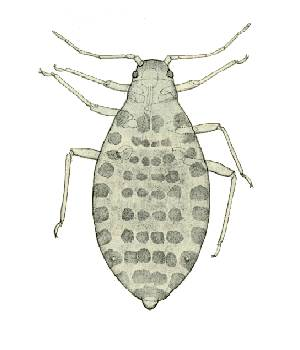